# サトウハチロー
サトウ ハチロー（1903年〈明治36年〉5月23日 - 1973年〈昭和48年〉11月13日）は、日本の詩人、作詞家、作家。本名は佐藤 八郎（さとう はちろう）。多くの別名を用いており、陸奥速男、山野三郎、玉川映二、星野貞志、清水操六、清水士郎、清水洋一郎、並木せんざ、江川真夫、熱田房夫、倉仲佳人、倉仲房雄、などがある。旧制早稲田中学校（現在の早稲田中学校・高等学校）中退後、旧制立教中学（現在の立教池袋中学校・高等学校）へ転入。作家の佐藤愛子は異母妹にあたる。
「うれしいひなまつり」、「ちいさい秋みつけた」、「リンゴの唄」の作詞者として知られる。

## 人物
母親への想いなどをうたった叙情的な作風で知られ、2万にもおよぶ詩のうち3千が母に関する詩である。作風に反して私生活は放蕩、奇行が多く、その振る舞いに関しては佐藤愛子の長編小説『血脈』に詳しい。なお、『血脈』によると、ハチローは小学生時代から不良少年で、実母に対しても愛情らしきものを示したことはなく、作品に表現されている「母親への想い」はフィクションだという。しかし、父の故郷・青森県には生涯で一度しか訪れていない一方、母の故郷・仙台市への訪問は50回を越えている。
野球少年だった経験から、高校野球とプロ野球に造詣が深く、野球少年を主人公にした少年向け小説や、野球を題材とした詩作も行った。少年時代は阪神電車沿線に住んでいた事もあったが、中日ドラゴンズの熱烈なファンであり、後援会の会長なども務めた。
「木曜会」を主宰、月刊誌『木曜手帖』を出し、門下からは、吉岡治、宮中雲子、名取和彦、若谷和子、安藤晃子、宮田滋子などの詩人たちを数多く輩出した。

## 来歴
父は、小説家の佐藤紅緑。母・佐藤はるは、現在の宮城県仙台市出身で、河北新報社の創業者（社主）の一力健治郎の義妹（一力の妻の妹）にあたる。この両親の長男として、1903年（明治36年）5月23日、東京府東京市牛込区市谷薬王寺前町（現在の東京都新宿区市谷薬王寺町）に生まれる。中学に入学後、紅緑が舞台女優の三笠万里子と同棲するようになり離婚する。父親への反発から中学を落第、退校、勘当、留置場入りを重ねる。

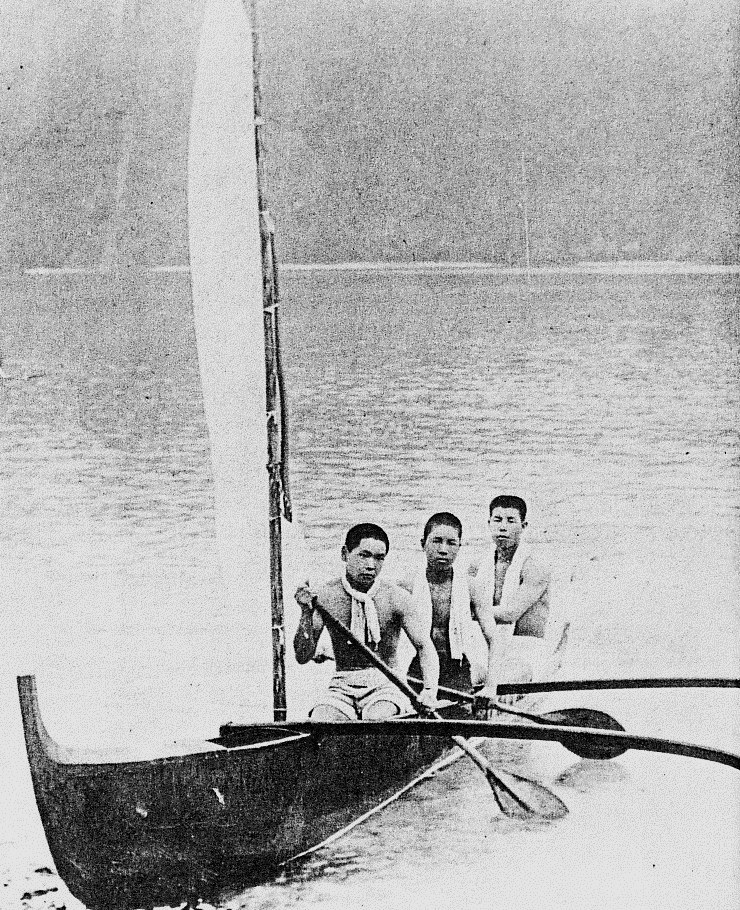
小笠原にいた頃のサトウハチロー
3少年の内の一人がサトウハチローといわれている。

感化院があった小笠原諸島の父島で父の弟子であった詩人の福士幸次郎と生活を共にし、影響を受ける。1919年（大正8年）福士の紹介により西條八十に弟子入りして童謡を作り始め、数々の雑誌や読売新聞などに掲載される。その一方で今東光などが参加した同人誌『文党』や、草野心平や宮沢賢治などが参加した同人誌『銅鑼』に参加する。1926年（大正15年）には処女詩集『爪色の雨』を出版。

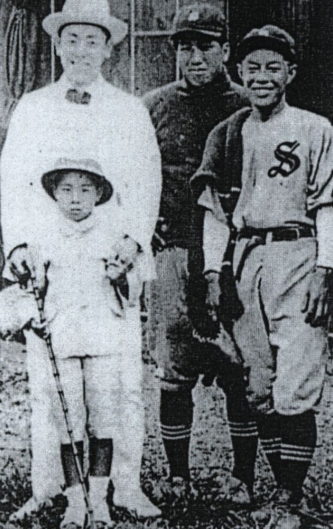
新国劇時代の斎藤三郎（右）と澤田正二郎（左後）、澤田正太郎（左前）、サトウハチロー（中）1925年ごろ

1930年代からは童謡や詩だけにとどまらず、小説や映画の主題歌なども盛んに執筆する。1938年（昭和13年）には日本コロムビアと専属契約を交わす。第二次世界大戦が激しくなる中でも妻子を千葉県に疎開させ、自身は東京に残って仕事を続けた。『勝利の日まで』など、戦時歌の作詞も手掛けた。
1945年（昭和20年）8月6日、広島市への原子爆弾投下によって弟の節を失った。節は広島中央放送局へ転勤する親友を見送ったが別れがたく、そのまま大阪駅から転勤先の広島までついて行き、被爆死した。ハチローは節を捜しに行き、宿屋跡も見つけたが、遺骨・遺品は一切見つからなかった。
同年8月15日に終戦となり、戦後初めてとなる映画『そよかぜ』の主題歌・挿入歌である「リンゴの唄」を作詞する。並木路子の歌により大流行し、連合国軍占領下の日本を象徴する歌となった。
1946年（昭和21年）から「東京タイムズ」でエッセイ「見たり聞いたりためしたり」の連載を始め、およそ10年の間、毎日連載された。また、同年の12月からNHKのラジオ番組『話の泉』のレギュラーとなり、1964年（昭和39年）まで出演した。1951年（昭和26年）から1年間は、NHKのラジオドラマ『ジロリンタン物語』の原作を執筆する。
1949年（昭和24年）2月25日、皇居に招かれ、昭和天皇の御前で辰野隆、徳川夢声とともに座談会を行い、約3か月後に雑誌『文藝春秋』6月号に「天皇陛下大いに笑ふ」のタイトルでその模様が掲載された。天皇との座談会は1957年（昭和32年）4月17日にも行われ、吉川英治、獅子文六、火野葦平とともに参加している。
1953年（昭和28年）童謡集『叱られ坊主』を出版し、翌年これにより第4回芸術選奨文部大臣賞を受賞。以後は童謡の詩作に専念し、1955年（昭和30年）「ちいさい秋みつけた」を作詞、1962年（昭和37年）レコード大賞童謡賞を受賞。1963年（昭和38年）NHK放送文化賞受賞。1966年（昭和41年）紫綬褒章受章。
勲三等瑞宝章を受章した1973年（昭和48年）に、心臓発作により聖路加国際病院で死去。享年70。1967年（昭和42年）に就任した日本作詩家協会会長、1969年（昭和44年）に就任した日本童謡協会会長、1971年（昭和46年）に就任した日本音楽著作権協会会長の職は、死去するまで続けた。

## 野球ファン
サトウハチローは前述の通り無類の野球ファンであり、1948年（昭和23年）には榎本健一（エノケン）が独立してエノケンプロダクションとしての第一回作品となった『エノケンのホームラン王』に原作を提供した。これはハチローがエノケンと戦前に浅草の玉木座で公演していた劇団プペダンサント時代の行き違いにより疎遠になって以来、20数年ぶりに一緒に仕事した作品であった。
立教大学野球部が1957年（昭和32年）に東京六大学野球リーグの春季で完全優勝した際には、立教出身であったハチローは、立教大学新聞の優勝特集号に掲載された座談会にゲストとして登場し、優勝した選手たちと語り合った。
最晩年に当たる1973年に、この年の第55回全国高等学校野球選手権大会で大きな話題を集めながら雨の延長戦で敗退した江川卓（当時作新学院高等学校）を題材とした詩「雨に散る江川投手」を作っている。

## 作品紹介
童謡に「ちいさい秋みつけた」 「かわいいかくれんぼ」 「うれしいひなまつり」（1936年｛昭和11年｝版によっては「山野三郎」名義）、「わらいかわせみに話すなよ」 「とんとんともだち」など。歌謡曲に「リンゴの唄」 「長崎の鐘」 「うちの女房にゃ髭がある」、戦時歌謡として「敵の炎」や台湾沖航空戦の“勝利”を祝う「台湾沖の凱歌」などの作品もある。他に校歌、CMソングなど多数の作品を発表。作家としては『ジロリンタン物語』に代表される児童文学作品やユーモア小説を多数著した。

### 童謡
- 秋の子
- お山の杉の子
- ちいさい秋みつけた
- かわいいかくれんぼ（作曲：中田喜直）
- うれしいひなまつり（作曲：河村光陽）
- めんこい仔馬（作曲：仁木他喜雄）
- スカンクカンクプー
- 子狸ポポンコの話
- アイウエオの歌
- カブトガニの唄

### 詩集
- 爪色の雨
- いとしき泣きぼくろ
- 僕等の詩集
- 少年詩集
- 少年詩歌集（編著）
- 好きな人のうた
- 友だちの歌
- おかあさん
- タムタム・ナムナム
- 生活の唄
- 美しきためいき
- あすは君たちのもの
- 愛を唄うそ
- たっけだっけの歌
- もずが枯木で
- まっすぐに愛して
- 悲しくもやさしくも
- おかあさんその後の花束
- ある日のうた
- 母を唄う

### 小説
- エンコの六
- 赤い顔黒い顔
- 父の顔母の顔

#### ユーモア小説
- 男・女
- 小唄と絵
- 俺の故郷
- 公園三人衆
- 貧乏行進曲
- 青春列車
- 若者行進曲
- 俺の仲間
- 若い雨
- 愉快な溜息
- 青春街道
- 青春音頭
- 養女なんてお断わり

#### 少年少女小説
- ユーモア艦隊
- ムニャムニャ玉
- おさらひ横町
- 空は青いぞ
- 子守唄倶楽部
- 青春五人男
- たんぽぽ倶楽部
- 僕等の拍手
- 三色菫（パンジー）組
- 青空学校
- ベレーの合唱
- それから物語
- 西遊記
- おさらい横町
- しくじり日記
- あべこべ玉
- 足なみ揃えて
- 九人物語
- 愉快な友だち
- バットをにぎれば
- 春を握る
- ポロンポロン物語
- げんまんものがたり
- 本塁打（ホームラン）クラブ
- トコちゃん物語
- 青春相撲日記
- 少年巨人軍
- 少年野球夜話
- とんとんクラブ
- ぼくは中学一年生
- チャア公四分の一代記
- ガブダブ物語
- 旗のない丘
- 踊るドンモ
- トコちゃんモコちゃん
- あべこべ物語

### 随筆集
- センチメンタル・キッス
- 僕の東京地図（春陽堂文庫 1940年）
  - サトウハチロー―僕の東京地図 （ネット武蔵野 2005年） ISBN 978-4944237913
- 見たり聞いたりためしたり （ロマンス社 1946年 のち 大陸書房 1982年）
- サトウ・ハチロー随筆集―昨日も今日も明日も （草原書房 1947年）
- 夢多き街―抒情詩と随筆 （草原書房 1947年）
- 青春野球手帖 （石狩書房 1949年）
- 野球談義
- 僕の野球手帖（出野久万治との共著）
- 青春風物詩―ハチロー半生記 （東成社 1952年）
- サトウハチローの生活と意見
- 落第坊主―サトウハチロー随筆集 （R出版 1971年）
  - サトウハチロー―落第坊主 （日本図書センター 1999年） ISBN 978-4820543374

### 歌謡曲
- リンゴの唄
- 若しも月給が上がったら（山野三郎 名義）
- 麗人の唄（映画『麗人』の主題歌）
- 二人は若い（玉川映二 名義）
- あゝそれなのに（星野貞志 名義）
- うちの女房にゃ髭がある（同上）
- 花売り娘
- ホームラン・ブギ
- 目ン無い千鳥
- 誰かさんと誰かさん（仁木他喜雄作曲）
- 勝利の日まで
- 祖国の花（古賀政男作曲、轟夕起子、奈良光枝ほか歌）
- ずずんとずずんと（テレビ番組『坊やとママ』テーマソング）
- 黒いパイプ
- 夢淡き東京
- 浅草の唄
- 長崎の鐘
- 悲しくてやりきれない
- 泣いて泣いて（加藤和彦作曲　未レコーディングのまま終わったが、2016年村上紗由里のEPレコードとして、また2017年村上紗由里のCDミニアルバムの中で日の目を見る）
- ありがとう（テレビドラマ「ありがとう」主題歌）
- ほんとかしらほんとかしら（美空ひばり）
- わが母の姿は（美空ひばり）
- 若者の子守唄（橋幸夫）
- 明日を祈る（堺正章）
- なんでこんなに（堺正章）
- 太田裕美アルバム『思い出を置く 君を置く』全曲（すぎやまこういち作曲）
- 蛇の目のかげで（日本橋きみ栄）
- いとしあの星（渡辺はま子）

### CMソング
- エンゼルはいつでも（森永製菓）
- つんつんつばめ（藤沢薬品工業（現：アステラス製薬及び第一三共ヘルスケア））
- グラスをのぞくフラミンゴ（千福のテーマ）
- ケロリン（内外薬品商会（現：富山めぐみ製薬））

### 校歌
- 東京都新宿区立四谷第五小学校校歌(作詞)　* 千葉県勝浦市立新戸小学校
- 千葉県勝浦市立清海小学校（作詞）渡辺浦人 作曲
- 東京都品川区立平塚中学校校歌（作詞）松田トシ 作曲
- 東京港区立神応小学校校歌
- 立川市立けやき台小学校校歌
- 広島県立尾道商業高等学校校歌（作詞）
- 東村山市立大岱小学校校歌
- 学校法人東京聖徳学園学園歌
- 世田谷区立弦巻小学校校歌（作詞）松田トシ 作曲
- 世田谷区立松丘小学校校歌
- 千葉県立船橋高等学校校歌
- 千葉県立国府台高等学校校歌
- 銚子市立明神小学校校歌（作詞）
- 八千代市立八千代台西小学校校歌（作詞）
- 青梅市立第三小学校校歌
- 荒川区立第七中学校校歌
- 荒川区立第九中学校校歌
- 川崎市立南百合丘小学校校歌（作詞）渡辺浦人 作曲
- 川崎市立東菅小学校校歌
- 北区立滝野川第四小学校校歌
- 横浜市立東戸塚小学校校歌
- 横須賀市立公郷小学校校歌（作詞）
- 江戸川区立小松川第一中学校校歌（作詞）
- 昭島市立拝島第一小学校校歌（作詞）
- 学校法人同朋学園同朋高等学校校歌（作詞）
- 蟹江町立小学校校歌（作詞）
- 船橋市立法典東小学校校歌（作詞）
- 清瀬市立清瀬第三中学校校歌（作詞）
- 白根市立庄瀬中学校校歌（作詞）（平成15年3月閉校）
- 釜石市立八雲小学校（作詞） ： 閉校（現双葉小学校）
- 西尾市立中畑小学校（作詞）
- 足立区立西新井第二小学校校歌（作詞）
- 足立区立淵江第一小学校（作詞）
- 足立区立島根小学校校歌（作詞）
- 足立区立栗島小学校校歌（作詞）
- 東大阪市立鴻池東小学校
- 三重県四日市市立楠小学校（作詞） ： 当時は楠町立）
- 大網白里市立大網小学校校歌（作詞）
- 岐阜市立加納小学校校歌（作詞）
- 芦屋市立精道幼稚園園歌（作詞）
- 東京都調布市染地小学校校歌（作詞）
- 豊島区立文成小学校（作詞）
- 東京都板橋区立板橋第二小学校（作詞）
- 東京学芸大学附属追分小学校　(在：東大農学部前）　(作詞）　(現　東京学芸大学附属小金井小学校）
- 東京都板橋区立常盤台小学校
- 東京都板橋区立中根橋小学校（作詞）
- 東京都板橋区立志村第四小学校
- 東京都板橋区立志村第五小学校(作詞)
- 東京都板橋区立第七小学校(作詞）
- 和光市立新倉小学校（作詞）
- 茨城県小美玉市立堅倉小学校（作詞）
- 杉並区立四宮小学校校歌（作詞）
- 千葉県浦安市立浦安小学校（作詞）
- 埼玉県草加市立川柳小学校
- 埼玉県草加市立川柳中学校
- 埼玉県朝霞市立朝霞第一小学校（作詞）
- 台東区立忍岡小学校（作詞）
- 練馬区立谷原小学校（作詞）
- 東京都瑞穂町立瑞穂第三小学校
- 日の出町立大久野中学校校歌
- 日の出町立大久野小学校校歌
- 八王子市立加住小学校校歌(作詞)
- 八王子市立川口小学校校歌
- 文京区立根津幼稚園園歌（作詞）
- 東京都葛飾区立中川中学校校歌（作詞）
- 新潟県朝日村立猿沢小学校校歌 ：閉校

### 教育用音楽
- ライオン歯磨「くまの子りすの子」（歯磨体操用音楽「歯磨教練」の歌入り版を作詞）

### スポーツ音楽
- 西鉄野球団歌（西鉄クリッパースの歌）
- 西鉄ライオンズの歌
- 阪急ブレーブス応援歌
- アトムズマーチ（アトムズ応援歌）

上記の他、中日の旧球団歌「ドラゴンズの歌」や映画『ミスター・ジャイアンツ 勝利の旗』主題歌「勝利の旗」で第三者の歌詞を補作している。

### 自治体歌等
- 川口市民歌（埼玉県川口市）
- 伊東市民の歌（静岡県伊東市）
- 文京音頭（東京都文京区）
- 三重交通 社歌

上記の他「青森県賛歌」や河北新報社が選定した東北開発の歌「われらのちから」で第三者の歌詞を補作している。

## 映像化作品
ハチローの人生はたびたびテレビドラマ化されている。
- NHK 少年ドラマシリーズ『叱られ人生』（1977年） - 少年時代を描く。脚本は佐々木守。ハチローは長谷川淳一、父親は加藤武が演じた。
- NHK 月曜ドラマシリーズ『ハチロー〜母の詩、父の詩〜』（2005年） - 壮年期の生涯を描く。ハチローは唐沢寿明、父親は原田芳雄が演じた。